# Robert Ballaman
Robert Ballaman, född 21 juni 1926 i Reconvilier, död 5 september 2011 i Zürich, var en schweizisk fotbollsspelare som spelade som anfallare.
Ballaman representerade det schweiziska landslaget i VM i Schweiz 1954. Han gjorde då fyra mål på lika många matcher. Två av målen gjordes i kvartsfinalen mot Österrike i VM-historiens då målrikaste match, Hitzeschlacht von Lausanne: österrikarna vann med 7–5.
Under sin landslagskarriär 1948–1961 gjorde Ballaman 50 landskamper och 19 mål. Han var lagkapten från 1954.
På klubblagsnivå spelade han fjorton säsonger i den schweiziska högstadivisionen, då kallad Nationalliga. Majoriteten av säsongerna spelade han för Grasshoppers. Ballaman gjorde sammanlagt 271 mål i Nationalliga.